# Carcharodon carcharias
El gran tiburón blanco (Carcharodon carcharias) o jaquetón es una especie de pez cartilaginoso lamniforme de la familia Lamnidae (escualo). Vive en las aguas cálidas y templadas de casi todos los océanos. Esta especie es la única del género Carcharodon que sobrevive en la actualidad. A nivel mundial se considera Vulnerable (IUCN).

## Taxonomía
En 1758 Carlos Linneo dio al tiburón blanco su primer nombre científico, Squalus carcharias. Andrew Smith le dio el nombre genérico Carcharodon en 1833 y en 1873 el nombre genérico fue identificado con el nombre específico de Linnaeus y el nombre científico actual, Carcharodon carcharias. Carcharodon viene de las palabras griegas καρχαρίας, karcharías, que significa ‘agudo’ o ‘dentado’ y οδους, odous, que significa ‘diente’. El tiburón blanco pertenece a la clase Chondrichthyes. Esta clase de peces representan uno de los linajes de vertebrados más antiguos, que surgieron hace más de cuatrocientos millones de años. Los tiburones, específicamente, comprenden ∼45 % de las especies conocidas de Elasmobranchii e incluyen muchos de los depredadores oceánicos de nivel meso y ápice.

### Ascendencia y registro fósil

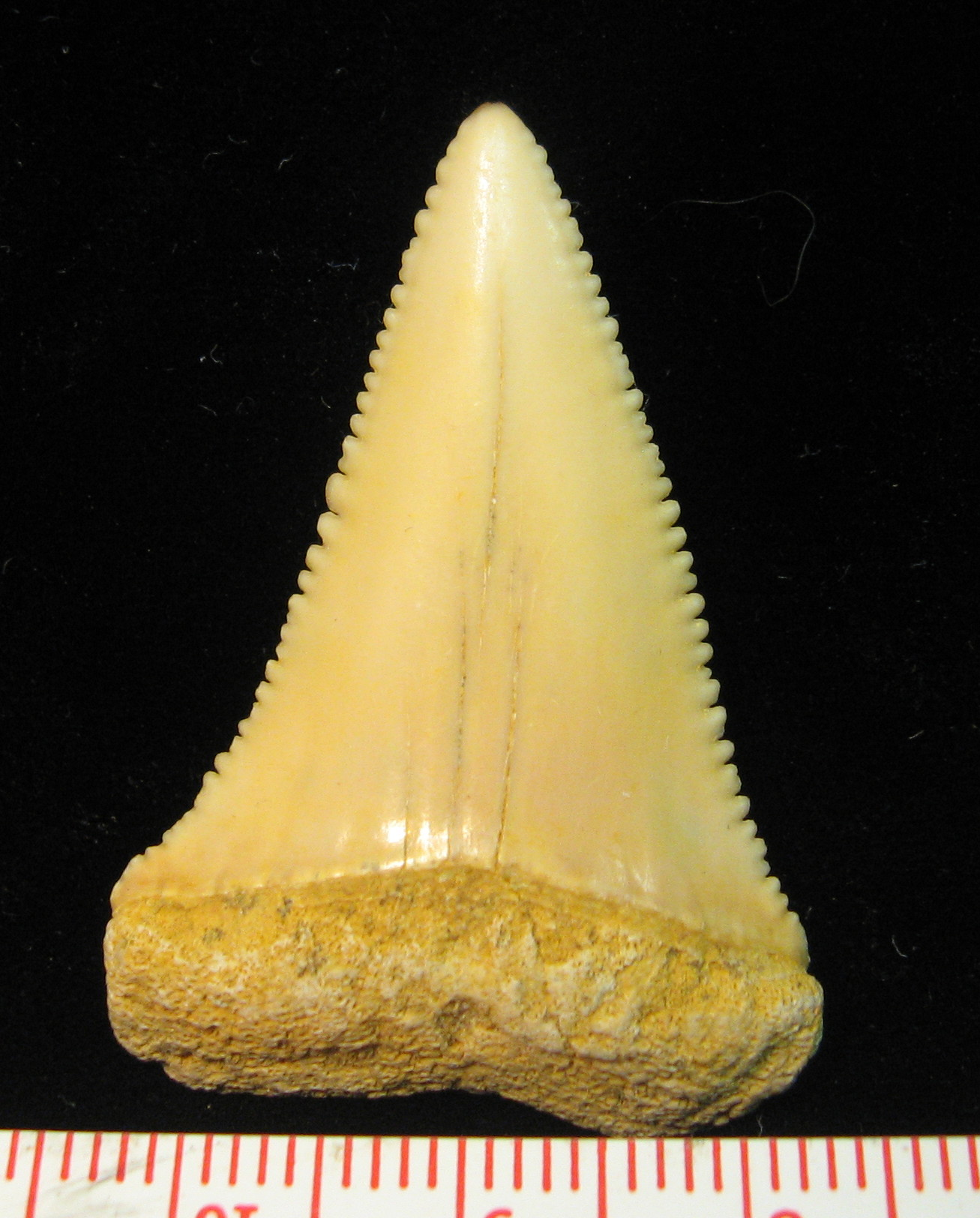
Un diente fósil de tiburón blanco de 4 cm de longitud, del Mioceno, encontrado en los sedimentos del desierto de Atacama de Chile

El gran tiburón blanco existe desde el Mioceno. Los fósiles más antiguos conocidos del tiburón blanco datan de hace unos dieciséis millones de años aproximadamente. Sin embargo la filogenia del gran tiburón blanco sigue siendo objeto de debate. La hipótesis original de los orígenes del tiburón blanco es que comparte un ancestro común con un tiburón prehistórico, como el megalodon. Las similitudes entre los restos físicos y el tamaño extremo de ambos llevó a muchos científicos a creer que estos tiburones estaban estrechamente relacionados, y el nombre de Carcharodon megalodon se aplicó a este último. Sin embargo, una nueva hipótesis propone que C. megalodon y el tiburón blanco son parientes lejanos. El gran tiburón blanco también está más estrechamente relacionado con una antigua especie de tiburón, el tiburón mako, que a C. megalodon, una teoría que parece estar apoyada por el descubrimiento de un conjunto completo de mandíbulas con doscientos veintidós dientes y las cuarenta y cinco vértebras de Carcharodon hubbelli en 1988 y publicado el 14 de noviembre de 2012. Además, nuevas hipótesis vinculan C. megalodon al género Carcharocles, que también incluye otros tiburones como Megalodon; Otodus obliquus es el antiguo representante del género extinto Carcharocles.

## Nombre común
La especie recibe multitud de nombres a lo largo de su área de distribución. En español, las denominaciones más comunes son tiburón blanco y gran tiburón blanco (esta última influida por el nombre en inglés, great white shark). El nombre de «blanco» se debe a que en algunos ejemplares viejos, con el paso de los años, se ha ido aclarando el tono negruzco de su dorso hasta un gris claro, y junto al blanquecino del vientre les da el aspecto de ser blancos. Y como escualos que son, siguen creciendo a lo largo de su vida, y cuanto más viejos más grandes; de ahí lo de «gran blanco».
En España, la denominación tradicional de origen medieval lo identifica como jaquetón (aumentativo de jaque, amenaza), nombre que junto con distintos adjetivos se aplica también a muchas otras especies de la familia Carcharhinidae. Existe también el nombre jaquetón blanco, derivado de la fusión entre el nombre anterior y el de tiburón blanco, más popular en la actualidad. El nombre de marrajo, como se le menciona a veces, puede llevar a confusiones con otras especies de tiburones.

## Evolución

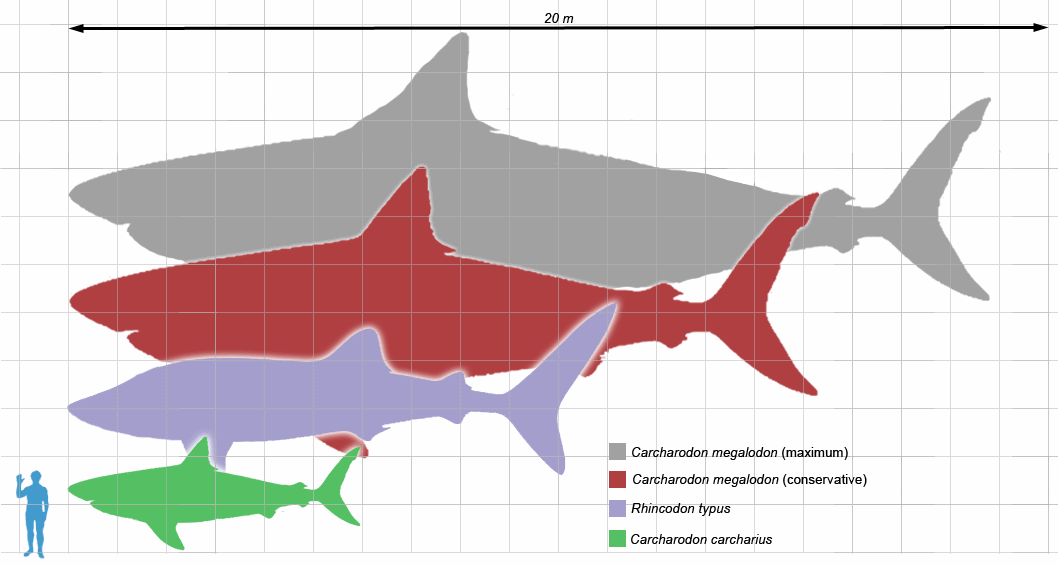
Dimensión del tiburón blanco respecto a Carcharocles megalodon.

Se estima que el tiburón blanco apareció en el planeta durante el Mioceno, siendo el fósil más antiguo encontrado de hace unos dieciséis millones de años aproximadamente. Según los biólogos deriva de carcharocles megalodon, sin embargo estos taxones no poseen relación.  
Según los paleontólogos Shelton Applegate, Maisey John, Robert Purdy y el biólogo Leonard Compagno, el megalodón y el gran tiburón blanco provienen de Cretolamna carcharodon, y por lo tanto deben ser considerados como miembros del mismo género, Carcharodon, y de la misma familia, Lamnidae.
Cappetta Henri, John Long, Mikael Siverson, y David Ward, por su parte, encuentran que el tiburón blanco viene de una línea separada de la de Megalodon, que a su vez deriva de Cretolamna y Otodus, dos tiburones prehistóricos extintos. También hay teóricos que establecen su descendencia de Carcharodon orientalis, que se cree que pertenecía a un eslabón perdido de la evolución. La similitud entre los dientes del megalodon y el tiburón blanco demuestran la convergencia evolutiva entre ambos, pero no una relación genética directa. Sin embargo, los científicos aún hoy debaten la procedencia exacta del tiburón blanco.
En las playas del sudeste argentino (Miramar, Mar del Sud) se han identificado restos fósiles de Carcharodon gracias al aporte de turistas y pescadores deportivos.

## Descripción

### Características generales
Los tiburones blancos se caracterizan por su cuerpo fusiforme y gran robustez. El morro es cónico, corto y grueso. La boca, muy grande y redondeada, tiene forma de arco. Permanece siempre entreabierta, dejando ver al menos una hilera de dientes de la quijada superior y una o dos de la inferior, mientras el agua penetra en ella y sale continuamente por las branquias. 
Durante el ataque, las fauces se abren hasta tal punto que la forma de la cabeza se deforma pues la mandíbula se proyecta, y se cierran luego con una fuerza trescientas veces superior a la de una mandíbula humana (1.2-2.4 toneladas).
Los dientes son grandes, aserrados, de forma triangular y muy anchos. Al contrario que otros tiburones, no poseen diastema ni reducción de diente alguno, sino que tienen toda la quijada provista de dientes alineados e igualmente capaces de aferrar, cortar y desgarrar. Detrás de las dos hileras de dientes principales, los tiburones blancos (como todos los tiburones) tienen dos o tres más en continuo crecimiento que suplen la frecuente caída de dientes con otros nuevos y se van reemplazando por nuevas hileras a lo largo de los años. Dichos dientes están apoyados sobre el tejido conjuntivo de las quijadas, carecen de raíz y tienen base bifurcada, dándole una apariencia inconfundible en forma de punta de flecha.

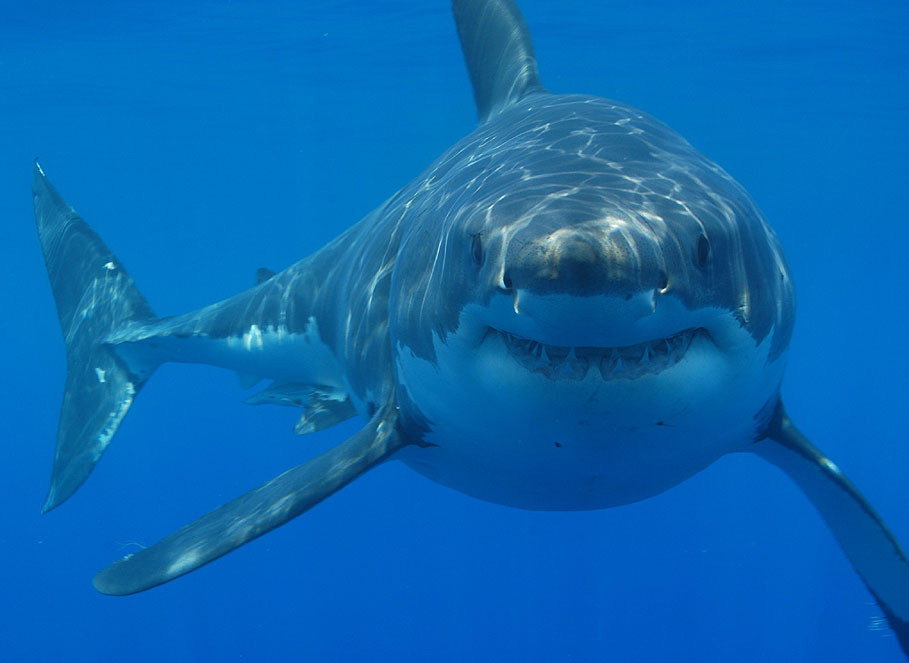
Tiburón blanco en aguas de Sudáfrica

Los orificios nasales (narinas) son muy estrechos, mientras que los ojos son pequeños, circulares y completamente negros. Esta especie carece de membrana nictitante o tercer párpado, pero utiliza los músculos extraoculares para rotar el ojo por completo al interior de la órbita de modo de protegerlo mientras se alimenta. En los costados de la cabeza se sitúan cinco hendiduras branquiales, seguidas en el tronco por un par de aletas pectorales bien desarrolladas y de forma triangular y un par de aletas pélvicas, cerca de la aleta caudal, mucho más pequeñas. La caudal está muy desarrollada, al igual que la gran aleta dorsal de su lomo, de forma inconfundible para cualquiera. Otras dos aletas impares pequeñas (segunda dorsal y anal) ubicadas en la línea media y más cerca de la cola, completan el aspecto de este animal.
A pesar de su nombre, el jaquetón solamente es blanco en su parte ventral, mientras que la dorsal es gris o azulada. Este patrón, común en muchos animales acuáticos, sirve para confundirse con la luz solar (en caso de mirarse desde abajo) o con las oscuras aguas marinas (en caso de hacerlo desde arriba), constituyendo un camuflaje tan simple como efectivo. El extremo de la parte ventral de las aletas escapulares y la zona de las axilas aparecen teñidos de negro. La piel, muy áspera, se compone de duras escamas llamadas dentículos dérmicos por su forma afilada.
No obstante, la denominación de «tiburón blanco» podría tener su lógica en el caso de avistarse ejemplares albinos de esta especie, que, aunque son muy raros, existen. En 1996 se pescó en las costas de El Cabo Oriental (Sudáfrica) una hembra joven de apenas 145 cm que exhibía esta rara característica.

### Sentidos
Las terminaciones nerviosas del extremo frontal correspondientes a los neuromastos de la línea lateral recogen las vibraciones en el agua y guían al animal hasta la posible presa que esté causando esa perturbación. Otros receptores (conocidos como ampollas de Lorenzini, unas células especializadas con una forma similar a la de minúsculas «botellas») situados en torno a los orificios nasales le permiten captar también campos eléctricos de frecuencia variable que probablemente use para orientarse en sus migraciones a través de largas distancias. Su olfato es muy potente, capaz de detectar unas pocas moléculas de sangre entre un millón de moléculas de agua a kilómetros de distancia; la detección de sangre lo atrae, al tiempo que se vuelve mucho más agresivo. Además, son capaces de distinguir entre las diferentes concentraciones en las que se puede encontrar una partícula olorosa en particular, lo que les permite una mejor orientación hacia el alimento. Por lo general, aquellas especies que tienen un sentido del olfato muy agudo tienen multitud de locus o loci para genes del receptor olfativo OF. Por ello, cuando se secuenció el genoma del tiburón blanco eso era lo que cabría esperar, debido a su gran capacidad para detectar olores. Sin embargo, este hecho no se dio. Como alternativa, se ha propuesto que, en su lugar, posean secuencias de genes relacionados con la recepción de olores muy conservadas (seleccionadas positivamente por la evolución) o enriquecidas, o bien exista una familia de genes alternativos que tengan un papel importante en esta función. El órgano vomeronasal constituye un órgano de recepción olfativa auxiliar al sentido del olfato que está presente en algunos vertebrados. La secuenciación del ADN del tiburón blanco ha detectado que poseen catorce genes para el receptor vomeronasal, cumpliéndo la hipótesis del enriquecimiento génico, lo que indica una mayor regulación del proceso. Adicionalmente se ha encontrado una secuencia génica conservada que podría tener relación con la compensación de escasas secuencias del gen OF. La proteína Bbs5 es una molécula relacionada con el ensamblaje celular del Cilio celular. Defectos en esta proteína se han descrito en el Síndrome de Bardet-Biedl que, entre otras cosas, puede provocar deficiencias en la detección de olores o anosmia. En el tiburón blanco se ha visto que la secuencia de dicha proteína se encuentra muy conservada, pudiendo constituir otro método para desarrollar una aguda detección de olores. La vista también está bien desarrollada y tiene un papel muy importante en la aproximación final a la presa y su peculiar modelo de acecho y ataque desde debajo de la misma. La vista del Tiburón Blanco es completamente verde. Sus ojos están orientados hacia los costados, y no pueden mirar hacia adelante en forma recta como los humanos.

### Tamaño

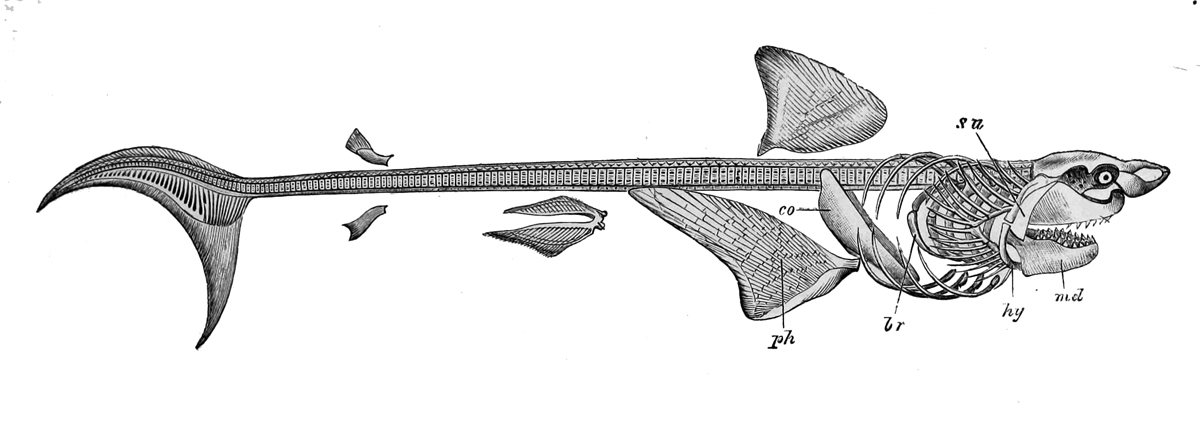
Esqueleto de Gran tiburón blanco

La longitud más frecuente entre los tiburones blancos adultos es de 5 a 7 m (siendo los machos menores que las hembras), aunque se han citado casos de individuos excepcionales que rebasaban ampliamente esas medidas. En la actualidad no se puede asegurar cuál es realmente el tamaño máximo en esta especie, hecho que se ve reforzado por la existencia de notas antiguas y poco fiables sobre animales realmente gigantescos. Varios de estos casos se analizan en el libro The Great White Shark (1991), de Richard Ellis y John E. McCosker, ambos expertos en tiburones.
Durante décadas, muchos libros de referencia en el campo de la ictiología, así como el Libro Guinness de récords mundiales, recogieron dos tiburones blancos como los más grandes jamás capturados; uno de ellos era un ejemplar de 9 m supuestamente capturado en aguas del Sur de Australia, cerca de Port Fairy, en la década de 1870 y el otro se trataba de un individuo de 11.3 m que quedó atrapado en una red para arenques en Nuevo Brunswick, Canadá en la década de 1930.

Tamaño del tiburón blanco respecto al ser humano

Al amparo de esta longitud máxima, los avistamientos de tiburones blancos de 7 a 10 m (metros) de largo fueron considerados hasta cierto punto comunes y aceptados sin gran discusión. Sin embargo, varios investigadores pusieron en duda la fiabilidad del reporte de Port Fairy, haciendo hincapié en la gran diferencia de tamaño entre este individuo y cualquiera de los otros tiburones blancos capturados. Un siglo después de la captura, se estudiaron las mandíbulas del animal, todavía conservadas, y se pudo determinar que su auténtico tamaño corporal rondaba los 6 m de largo. La confusión pudo ser producto de un fallo tipográfico, un error derivado del paso de unidades anglosajonas a internacionales (6 m son unos 20.5 pies) o una simple exageración. Respecto al ejemplar de Nuevo Brunswick, los expertos creen hoy en día que debió tratarse de un tiburón peregrino (Cetorhinus maximus), especie con un cuerpo similar al del tiburón blanco y que es corriente en aguas canadienses.
Volviendo a Ellis y McCosker, éstos aseguraron en su obra que los mayores tiburones blancos rondan los 6 m de longitud, y que los informes sobre individuos de 10 m o más, aunque existentes en la literatura popular, no están presentes en la científica. De forma sarcástica recalcan el hecho de que, al igual que las supuestas anacondas y pitones gigantes, «estos [tiburones] gigantes tienden a desaparecer cuando un observador responsable se aproxima con una cinta métrica».
El mayor tamaño que Ellis y McCosker consideran como cierto es el de un tiburón blanco de 7 m capturado en aguas cubanas en 1945, aunque apuntan que otros expertos consideran que su tamaño debió ser algo menor. El peso atribuido (pero no confirmado) a este ejemplar fue de 3270 kg (kilogramos). Desde entonces, se han publicado noticias de ejemplares mayores pero Ellis y McCosker hacen notar que las mediciones son a menudo deficientes y, una vez verificadas, dan resultados que suelen estar entre los 6.1 y 6.7 m. Por ejemplo, muchas publicaciones hablan de un tiburón blanco hembra de 7. 2 m pescado por Alfredo Cutajar en la isla de Malta, en 1987. En su libro, Ellis y McCosker aceptan que este tiburón parecía tener un tamaño superior a la media, pero no consideran como cierta la medida de 7.2 m. Durante los siguientes años, otros expertos también han encontrado motivos para dudar de este dato, debido en parte al desacuerdo entre Cutajar y otros testigos a la hora de fijar las medidas. Finalmente, un analista fotográfico de la BBC concluyó, teniendo en cuenta el error al que la perspectiva puede llevar en la fotografía del animal, que el tamaño real del animal estaría en torno a los 6.6 m. En abril de 2014, personal del Ministerio de pesca australiano logró capturar y etiquetar a una gran hembra de tiburón blanco de aproximadamente treinta años de edad que midió 6.3 m de longitud y pesó 1.6 t (toneladas); esta captura se realizó cerca de la isla Mistaken, a 400 km (kilómetros) de Perth. En agosto de 2015, fue documentada una gran hembra conocida como Deep Blue en la isla Guadalupe en el Pacífico mexicano, la cual alcanzó los siete metros de longitud (23 pies) y se le estima una edad de alrededor de cincuenta años.
Actualmente,[¿cuándo?] la mayoría de los expertos están de acuerdo en que el tamaño máximo que puede alcanzar un tiburón blanco es de unos 7 m de longitud y alrededor de 2 t (toneladas) de peso. Los informes sobre tamaños mucho mayores que este suelen considerarse dudosos y según el Canadian Shark Research Centre (Centro Canadiense de Investigación del Tiburón), el gran tiburón blanco más grande correctamente medido fue una hembra capturada en agosto de 1988 en la isla del Príncipe Eduardo, que midió 6.1 m. El tiburón fue pescado por David McKendrick, un residente local de Alberton, West Prince. McKendrick y un hombre llamado David Livingstone tienen el primer y segundo mayor diente de este tiburón.
En lo relativo al peso se añade un nuevo problema, ya que este puede variar ligeramente en función de lo que el tiburón haya comido y si lo ha hecho de forma más o menos reciente. Un ejemplar adulto puede introducirse en la boca hasta 14 kg de carne de un solo mordisco, y almacenar varios más en su estómago hasta que termina de digerirlos. Por esta razón, Ellis y McConker consideran posible que los tiburones blancos puedan llegar a alcanzar pesos de 2 t (toneladas), aunque el mayor de los que ellos han estudiado «sólo» pesaba 1.75 t.
El mayor tiburón blanco reconocido por la Asociación Internacional de Pesca Deportiva (IGFA, en sus siglas en inglés) es un ejemplar de 1208 kg capturado por Alf Dean en 1959, al sur de Australia. Se conocen muchos otros ejemplares mayores, pero la IGFA no los tiene en cuenta por haber sido capturados sin respetar las normas impuestas por esta organización.

## Distribución

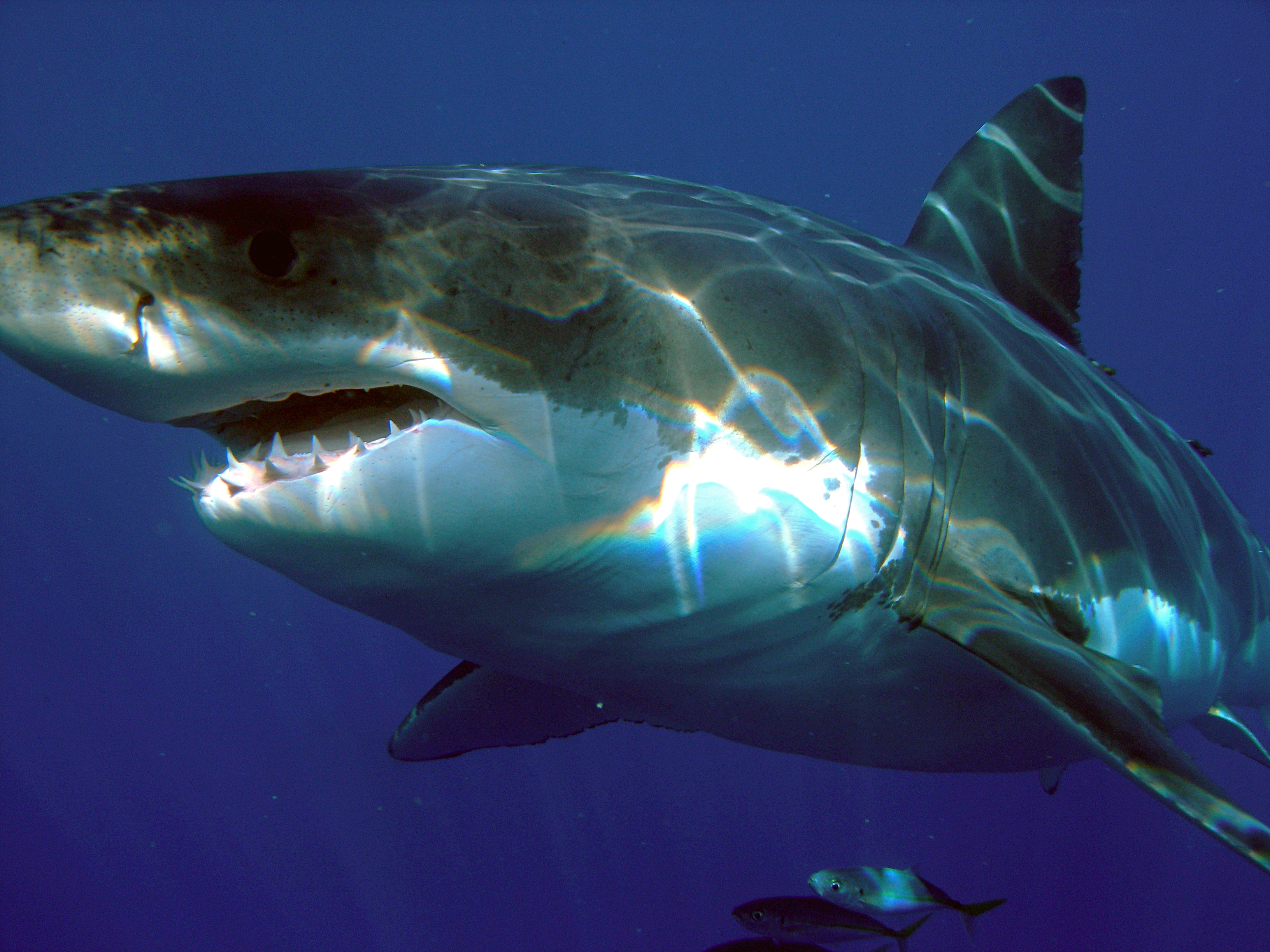
Tiburón blanco en las aguas de isla Guadalupe, México

El tiburón blanco vive sobre las zonas de plataforma continental, cerca de las costas, donde el agua es menos profunda. Es en estas zonas donde la abundancia de luz y corrientes marinas genera una mayor concentración de vida animal, lo que para esta especie equivale a una mayor cantidad de alimento. Sin embargo, están ausentes de los fríos océanos Ártico y Antártico, a pesar de su gran abundancia en plancton, peces y mamíferos marinos. Los tiburones blancos tienen un avanzado metabolismo que les permite mantenerse más calientes que el agua que les rodea, pero no lo suficiente como para poblar estas zonas extremas. Estas características metabólicas les permiten copar las capas más superficiales del agua salada pero también sumergirse hasta los mil metros de profundidad donde, además de la alta presión y la escasez de nutrientes, la baja temperatura juega un papel fundamental en la exclusión de especies, logrando así colonizar un nicho térmico alternativo.
Áreas con presencia frecuente de tiburones blancos son las aguas de las Antillas Menores, algunas partes de las Antillas Mayores, el Golfo de México hasta Florida y Cuba, y la Costa Este de Estados Unidos desde allí hasta Terranova; la franja costera de Río Grande del Sur a la Patagonia, la del Pacífico de América del Norte (desde Baja California hasta el sur de Alaska, donde llegan en años anormalmente cálidos) y del Sur (desde Panamá a Chile); archipiélagos del Pacífico como Hawái, Fiyi y Nueva Caledonia; Australia (con la excepción de su costa norte, siendo abundante en el resto), Tasmania y Nueva Zelanda, siendo muy frecuente en la zona de la Gran Barrera de Coral; norte de Filipinas y todo el litoral asiático desde Hainan hasta Japón y la isla de Sajalín; Seychelles, Maldivas, Sudáfrica (donde es muy abundante) y las zonas cercanas a la desembocadura de los ríos Congo y Volta; y la zona costera desde Senegal a Inglaterra, con agrupación apreciable en las islas Cabo Verde y Canarias, penetrando también en los mares Mediterráneo y Rojo.
Ocasionalmente, esta especie puede alcanzar también aguas de Indonesia, Malasia, el mar de Ojotsk.
Normalmente se mantiene a una cierta distancia de la línea costera, acercándose solo en aquellas zonas con especial concentración de atunes, focas, pingüinos u otros animales de hábitos costeros. Igualmente, suele permanecer cerca de la superficie, aunque ocasionalmente desciende hasta cerca del kilómetro de profundidad.
En un estudio reciente, se comprobó que los grandes tiburones blancos de California emigran a un área entre Baja California y Hawái conocida como «el Café del Tiburón Blanco», donde pasan al menos cien días al año antes de volver a Baja California. En el viaje, nadan despacio y se sumergen a unos 900 m (metros) de profundidad. Tras regresar, cambian su comportamiento y hacen inmersiones cortas a aproximadamente 300 m durante unos diez minutos. Otro tiburón blanco etiquetado de la costa de Sudáfrica nadó a la costa del sur de Australia y regresó en el espacio de un año. Esto refutó las teorías tradicionales que decían que los tiburones blancos son depredadores territoriales costeros y abre la posibilidad de que exista una interacción entre poblaciones de tiburón blanco que antes eran consideradas independientes. Aún se desconoce por qué migran, barajándose la alimentación estacional o la existencia de áreas de acoplamiento.
En un estudio similar un gran tiburón blanco de Sudáfrica fue rastreado nadando a la costa noroeste de Australia y atrás a la misma posición en Sudáfrica, un viaje de 20 000 km (kilómetros), en menos de nueve meses.

## Alimentación

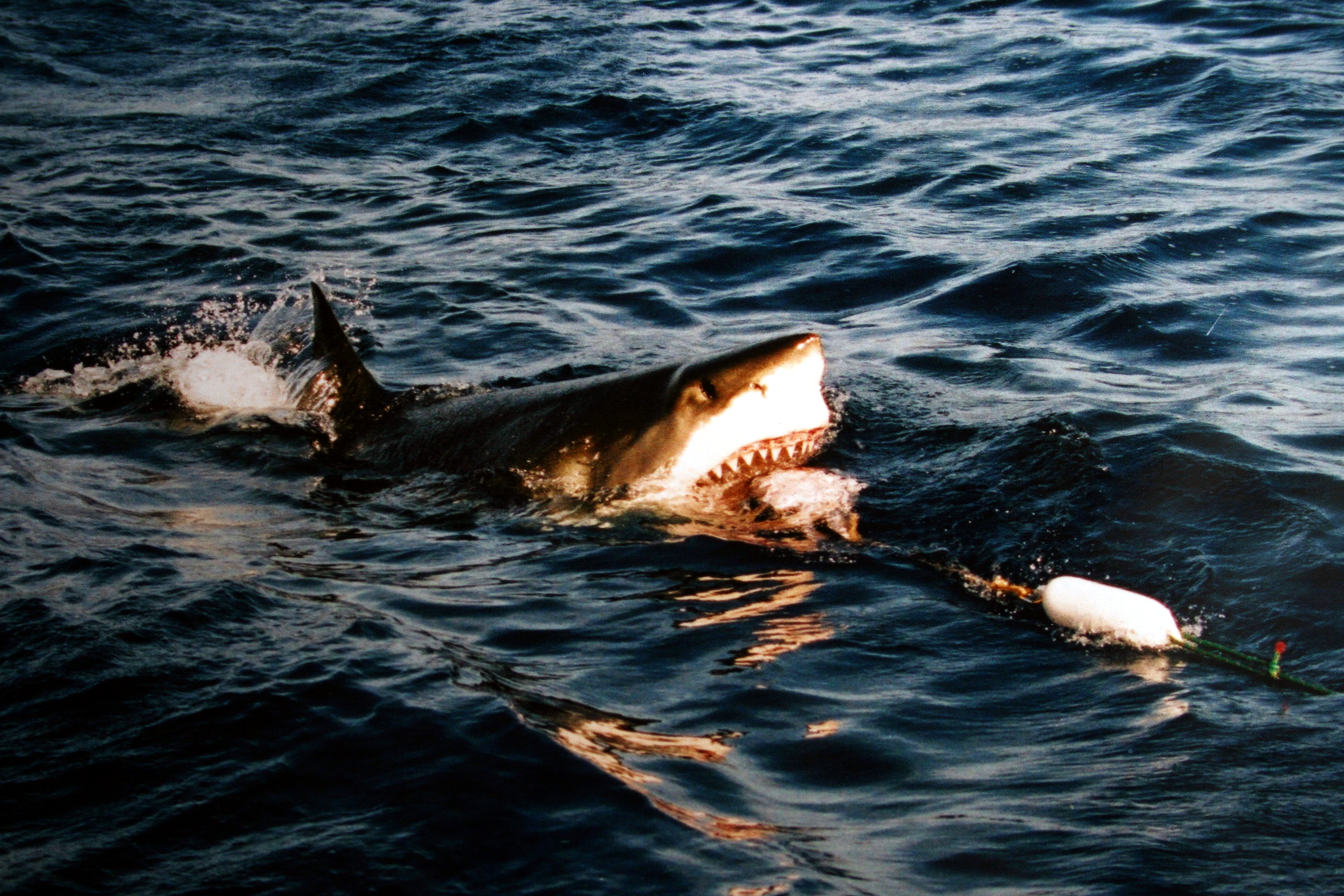
Un tiburón blanco alimentándose

Los tiburones blancos difieren bastante de ser simples «máquinas de matar», como sostiene la imagen popular (leyenda urbana) que se tiene de ellos. Para poder capturar los grandes mamíferos marinos que constituyen la base de la dieta de los adultos, los tiburones blancos practican una característica emboscada: se sitúan a varios metros bajo la presa, que nada en la superficie o cerca de ella, usando el color oscuro de su dorso como camuflaje con el fondo y volviéndose así invisibles a sus víctimas. Cuando llega el momento de atacar, avanzan rápidamente hacia arriba con potentes movimientos de la cola y abren las mandíbulas. El impacto suele llegar en el vientre, donde el tiburón aferra fuertemente a la víctima: si ésta es pequeña, como un león marino, la mata en el acto y posteriormente la engulle entera. Si es más grande, arranca un gran trozo de la misma que ingiere entero, ya que sus dientes no le permiten masticar. La presa puede quedar entonces muerta o moribunda, y el tiburón volverá a alimentarse de ella arrancando un pedazo detrás de otro. Excitados por la presencia de sangre, la zona se llenará pronto de otros tiburones. En algunas zonas del Pacífico, los tiburones blancos arremeten con tanta fuerza a las focas y leones marinos que se elevan un par de metros sobre el nivel del agua con su presa entre las mandíbulas, antes de volver a zambullirse.

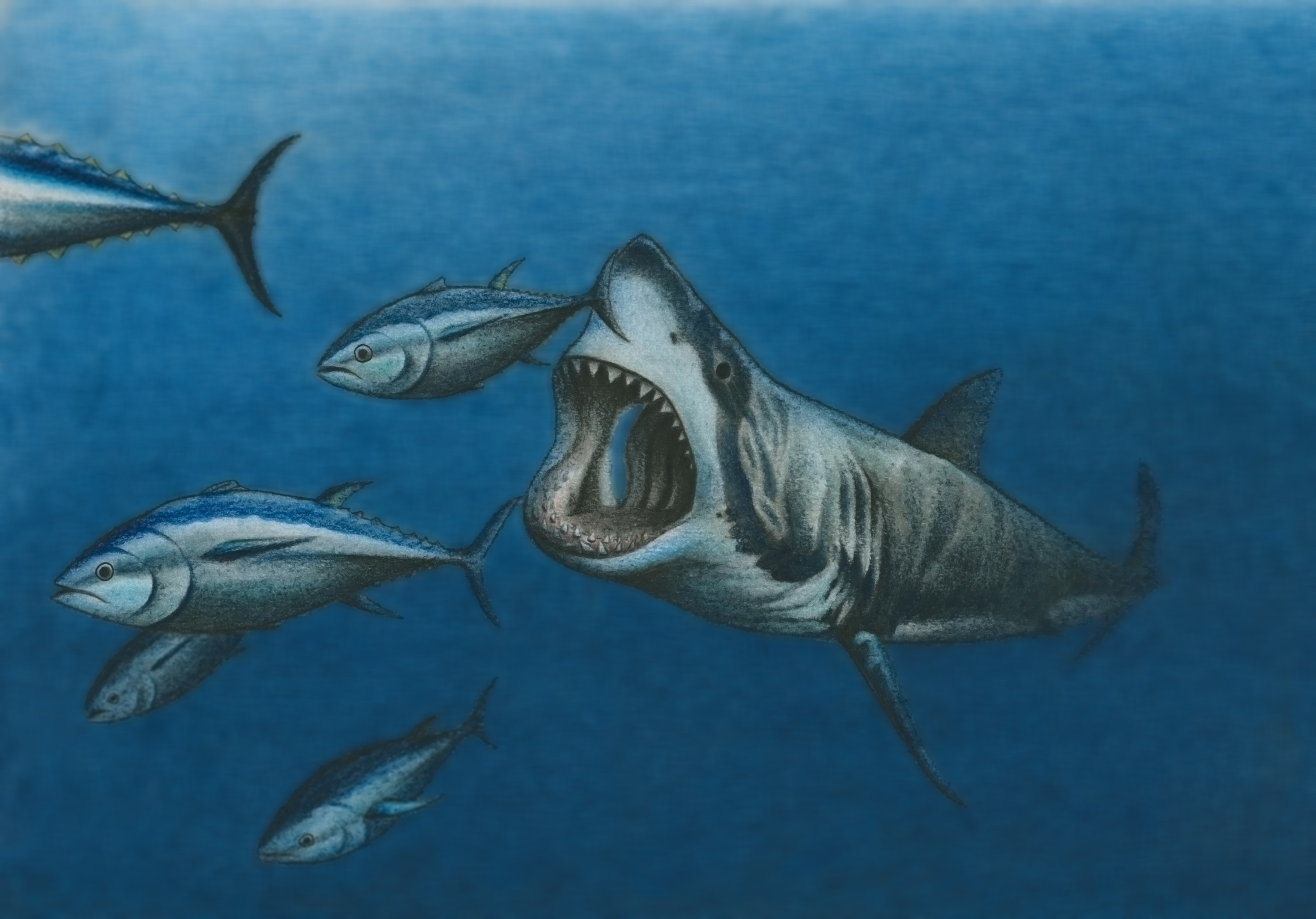
Ilustración de un tiburón blanco (Carcharodon carcharias) persiguiendo a un banco de atunes rojos (Thunnus thynnus) en el Mediterráneo.

La alimentación del tiburón blanco en el Mediterráneo se basa principalmente en el atún rojo, emperadores, tortugas marinas, cetáceos y la foca monje; esta última prácticamente extinta del Mediterráneo occidental. De hecho en España, su exterminio fue paralelo al desarrollo turístico; era inviable ofertar a principios del siglo XX, turismo de sol y playa, y al mismo tiempo proteger la foca monje y controlar el número de tiburones blancos. Los ataques del tiburón blanco al hombre en el Mediterráneo actualmente son extraños, alejados de la costa y a profundidad, no así años atrás.
La mayoría de los ataques ocurren durante el amanecer o bien en el atardecer, pues es en este momento cuando las profundidades no se pueden vislumbrar de manera adecuada. Solo se aprecia la superficie, pues los rayos del Sol en ese momento aún son débiles para penetrar en las profundidades, lo que le proporciona una ventaja al tiburón para atacar a su presa sin ser percibido.
Esta especie también consume carroña, especialmente la que procede de cadáveres de ballena a la deriva, de los que arrancan grandes pedazos. Cerca de las costas, los tiburones blancos consumen grandes cantidades de objetos flotantes por error: en sus estómagos se han llegado a encontrar incluso matrículas de automóvil.
Tanto la caza como el resto de la vida del gran tiburón blanco suelen ser solitarios. Ocasionalmente se ven parejas o pequeños grupos desplazándose a la búsqueda de alimento, labor que les lleva a recorrer cientos de kilómetros. Aunque preferentemente nómadas, algunos ejemplares prefieren alimentarse en ciertas zonas costeras, como ocurre en algunas regiones de California, Sudáfrica y especialmente Australia.
Los tiburones blancos jóvenes se alimentan principalmente de peces como rayas y otros tiburones, pero cuando ya son adultos se alimentan de mamíferos marinos como focas, lobos y leones marinos principalmente en costas californianas, pero en zonas donde no hay pinnípedos cazan delfines, marsopas y eventualmente zifios, los atacan por detrás, por arriba o por debajo para evitar ser detectados por su ecolocalización, ocasionalmente atacan otros cetáceos como cachalotes pigmeos y calderones.
También cazan pingüinos, tortugas marinas y se tienen registros de nutrias marinas con mordeduras de tiburones en California.

## Enemigos naturales
La orca puede constituir una amenaza para los tiburones blancos. El 4 de octubre de 1997, en las aguas que bañan las islas Farallón, ocurrió un ataque de una orca hembra de 6 metros conocida por los científicos como Ca2 contra un tiburón blanco, durante el cual el tiburón murió. No se sabe realmente el verdadero tamaño de aquel ejemplar debido a que quedó completamente destrozado, pero los expertos suponen que se trataba de un tiburón joven de 3 metros.
Contrariamente a lo que mucha gente piensa, los grandes tiburones blancos adultos no son atacados por las orcas, que van principalmente a por ejemplares jóvenes por ser más fáciles de capturar; se cree que el ataque ocurrido fue por competencia por las presas ya que ambas especies tienen casi los mismos hábitos alimentarios, por lo que las orcas desplazan a los tiburones a áreas donde no haya más de estos cetáceos. Una zona donde se superponen ambas especies es toda la costa californiana, pero también hay competencia en el Pacífico oeste, posiblemente en Japón donde ambas especies son abundantes, el Atlántico suroeste, algunas zonas de Australia y el Mediterráneo, y también en aguas de Nueva Zelanda.
Aparte de orcas, los ejemplares jóvenes pueden caer presas de tiburones tigre, tiburones toro y cocodrilos de agua salada en costas australianas. El canibalismo no es ajeno a esta especie.

## Reproducción

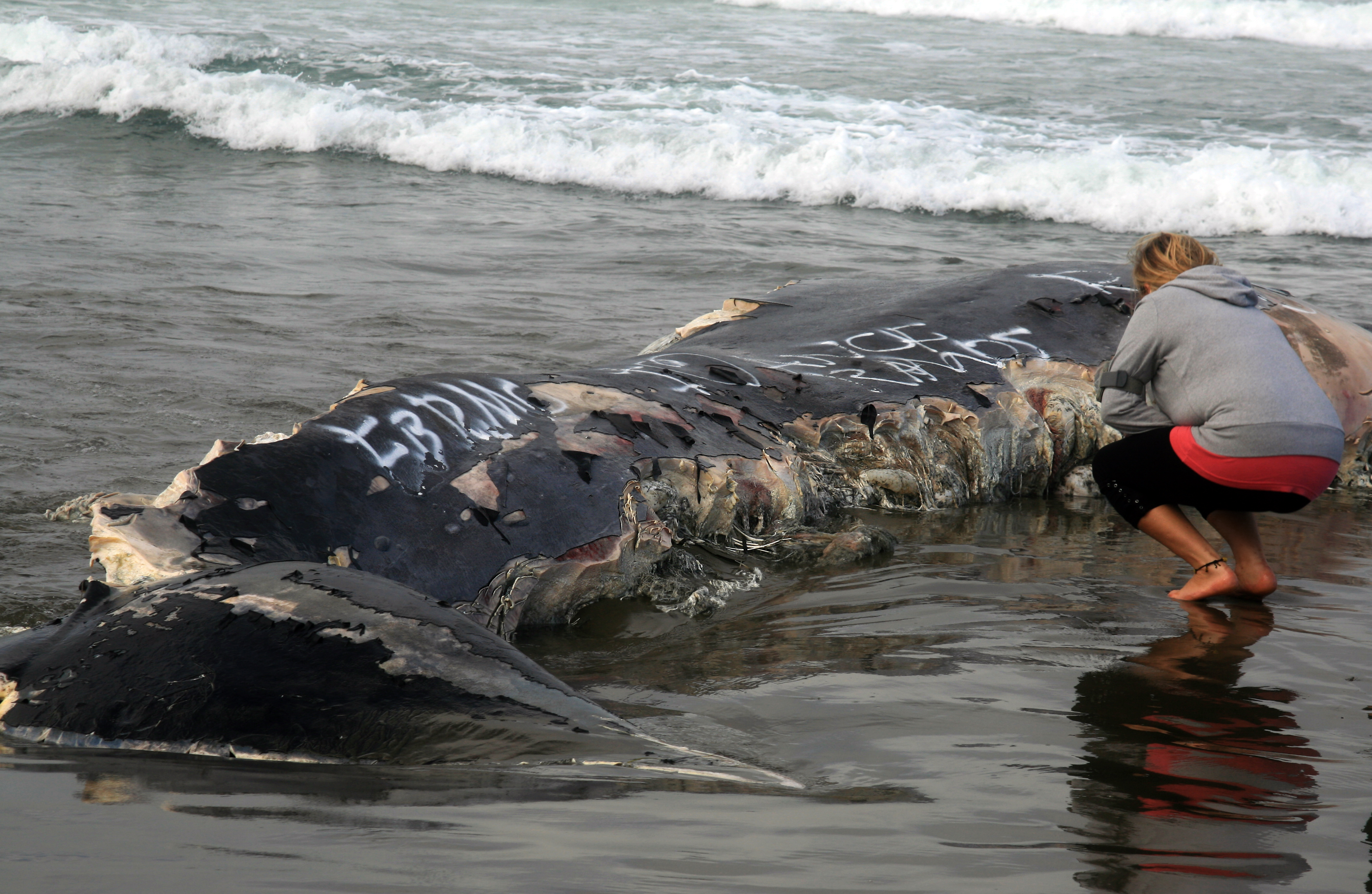
Ballena muerta con marcas de mordeduras de tiburón blanco

Aunque apenas hay unos cuantos casos de hembras grávidas capturadas, se puede afirmar que esta especie prefiere reproducirse en aguas templadas, en primavera o verano, y es ovovivípara. Poseen un ciclo reproductivo lento con embriones denominados oófagos: los huevos, de cuatro a diez o tal vez hasta catorce semanas, permanecen en el útero hasta que eclosionan, y es entonces cuando se da el canibalismo intrauterino u Oofagia (siendo las crías más débiles y los huevos aún por abrir devorados por sus hermanos más fuertes) de la misma forma que sucede en otras especies de lámnidos. Se estima que el tiempo de gestación de estos animales es de un año. Unas tres o cuatro crías de 12 dm (decímetros) de largo y dientes aserrados logran salir al exterior en el parto e inmediatamente se alejan de su madre para evitar ser devoradas por ésta. Desde entonces llevan una vida solitaria, creciendo a un ritmo bastante rápido. Alcanzan los dos metros en el primer año de vida; los machos, más pequeños que las hembras, maduran sexualmente antes que éstas, cuando alcanzan los 3.8 m (metros) de largo (unos cuatro años), aunque, de acuerdo con Compagno (1984), algunos individuos podrían madurar excepcionalmente cuando todavía cuentan con apenas dos metros y medio. Se distinguen por los pterigopodios, dos extensiones de las aletas pélvicas que sirven de órganos copuladores. Las hembras no pueden reproducirse hasta que alcanzan entre 4.5 y 5 m de largo y se cree que son fértiles durante un corto periodo de tiempo, lo que hace que su tasa reproductiva sea baja.
No se conoce gran cosa sobre las relaciones intraespecíficas que se dan en esta especie, y lo que respecta al apareamiento no es una excepción. Es posible que este se produzca con más frecuencia después de que varios individuos compartan un gran festín, como por ejemplo un cadáver de ballena. La vida media para estos animales no se conoce con exactitud, pero es probable que oscile entre los quince y treinta años. En enero de 2014, un grupo investigadores del Woods Holle Oceanographic Institution de cabo Cod, en Massachusetts, liderados por el Dr. Li Ling Hamady, publicaron un estudio basado en la datación con carbono-14 sobre las vértebras de diversos ejemplares (4 machos y 4 hembras) del noroeste del Atlántico en la revista científica PLOS ONE. En dicho estudio se concluyó que la expectativa de vida del tiburón blanco era de más de setenta años, tres veces más de lo que anteriormente se pensaba, ya que el ejemplar más longevo, un macho, tenía una edad de setenta y tres años, mientras que la hembra más madura contaba con unos cuarenta años de edad.

## Peligro de extinción

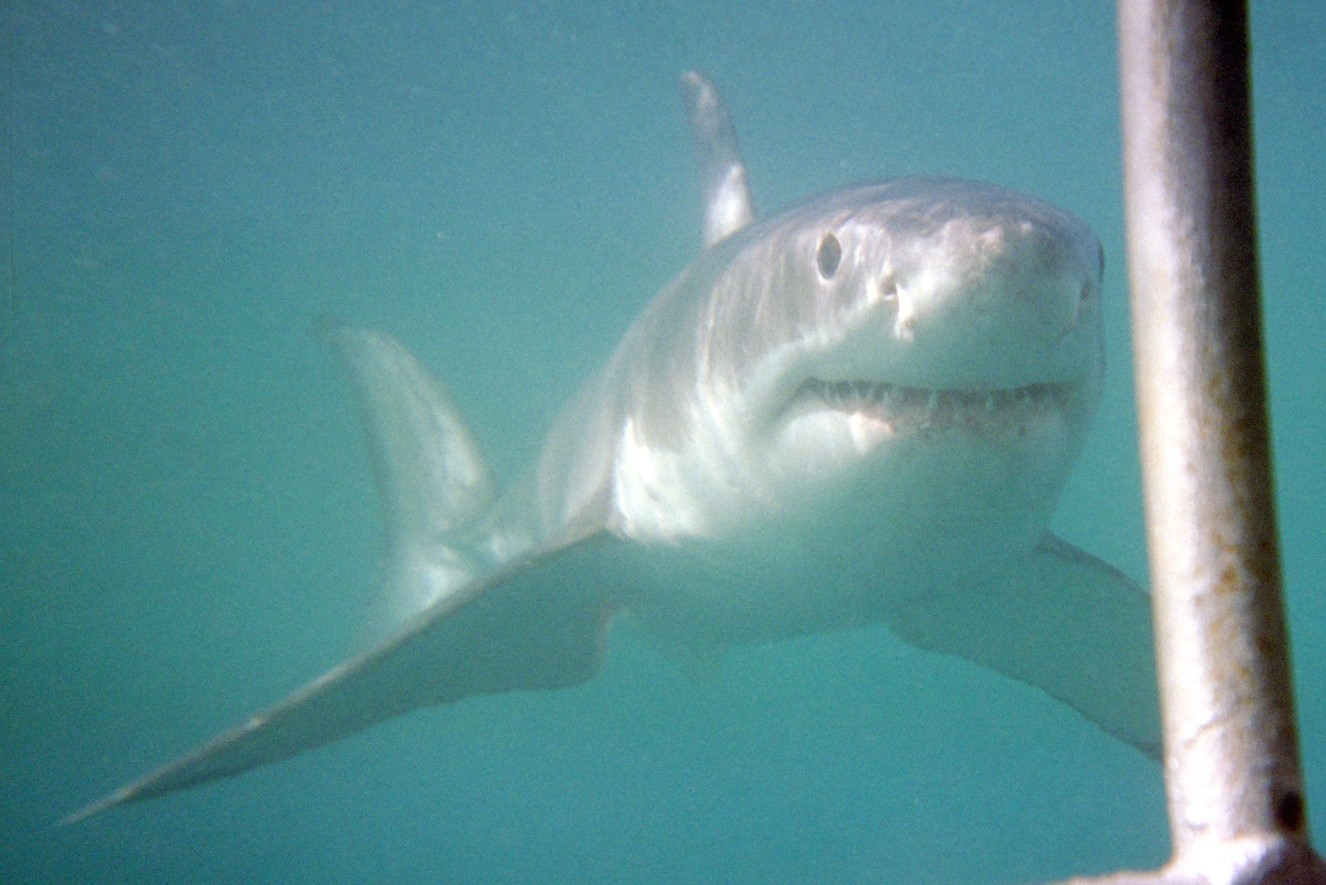
Tiburón blanco visto desde una jaula de inmersión.

Debido al amplio rango de distribución de esta especie, es imposible saber el número de tiburones blancos que existen, aunque sea de forma aproximada. No obstante, su baja densidad poblacional, unida a su escasa tasa de reproducción, su larga infancia y su baja esperanza de vida hacen que el tiburón blanco no sea un animal precisamente abundante. La pesca deportiva de este tiburón, sin interés económico alguno, se ha incrementado en los últimos treinta años debido en gran parte a la popularidad de películas como Tiburón (Steven Spielberg, 1975) hasta el punto que se la considera amenazada o en peligro de extinción en varios lugares.
La Lista Roja de la UICN incluyó al tiburón blanco por primera vez en 1990 como especie insuficientemente conocida, y desde 1996 lo califica como vulnerable. El Apéndice II del Convenio CITES lo incluye como especie vulnerable si no se explota racionalmente.
Las medidas de conservación deben aplicarse obligatoriamente sobre las poblaciones en libertad, ya que la cría en cautividad del tiburón blanco es imposible, debido probablemente al acusado carácter nómada de la especie (se tienen datos de individuos visitando alternativamente las playas de Sudáfrica y Australia, a 22 000 km de distancia). El único ejemplar que ha llegado a ser exhibido vivo en un edificio fue una hembra joven llamada Sandy, que vivió durante tres días del mes de agosto de 1980 en el acuario Steinhart de San Francisco. Tras solo 72 h (horas) de cautiverio, Sandy tuvo que ser liberada después de que dejara de comer y se provocase graves heridas al chocar repetidamente contra una de las paredes de su recinto. Posteriormente se descubrió que lo que atraía a Sandy hacia ese lugar en particular era una minúscula diferencia de ciento veinticinco microvoltios (millonésimas de voltio) de potencial eléctrico entre esa pared y el resto de las del acuario. La intensidad del campo eléctrico que Sandy detectaba era tan pequeña que pasaba desapercibida para cualquiera de los otros animales que se encontraban en el mismo tanque de agua, incluidos varios tiburones de otras especies.
Por ahora no existe ninguna moratoria legal internacional sobre la pesca del tiburón blanco, aunque ésta está prohibida en algunas áreas de su distribución. El tiburón blanco es una especie protegida en California, la Costa Este de Estados Unidos, el Golfo de México, Namibia, Sudáfrica, Maldivas, Israel y parte de Australia (Australia Meridional, Nueva Gales del Sur, Tasmania y Queensland). La Convención de Barcelona lo considera una especie amenazada en el Mediterráneo, pero casi ningún país con salida a este mar ha dispuesto medida alguna en favor de su conservación.

## Genoma y cáncer
El genoma del tiburón posee un número de cromosomas 2N=82, con una longitud total de 3,92 Gpb y veinticuatro mil quinientos genes predichos. El 58 % de las secuencias constituyen secuencias de repetición. Tiene unas dimensiones similares en comparación con otros vertebrados, como es el caso del ser humano, con un genoma de 3,2 Gpb y veintidós  mil genes descritos, aunque estructurado en un número cromosómico de 2N=46 y con un número inferior de secuencias repetidas. En el genoma del tiburón se estimaron alrededor de tres millones de SNPs o variaciones de un solo nucleótido, que, comparado con el ser humano, que puede tener hasta cinco millones de SNPs, constituye un número relativamente pequeño. Esto puede deberse a la remarcada estabilidad genómica que caracteriza al tiburón blanco.
Existen informes puntuales sobre la capacidad de los elasmobránquios para evitar el desarrollo de procesos tumorales en sus células. Sin embargo, se trata de un hecho sin confirmar debido a la falta de estudios sistemáticos sobre la cuestión. Una de las principales características del cáncer, que afecta tanto a la iniciación como al desarrollo del tumor, es la inestabilidad genómica que poseen las células malignas. A lo largo de la vida útil de un organismo, su genoma está amenazado por procesos exógenos, endógenos y celulares que pueden infligir daño al ADN y comprometer la integridad del genoma. El resultado de este conjunto de presiones selectivas continuas ha sido la evolución de mecanismos de defensa para contrarrestar los efectos perjudiciales de estos eventos y salvaguardar la información genética. Los defectos en estos mecanismos, además de desestabilizar las secuencias genómicas, puede desencadenar enfermedades neurodegenerativas y envejecimiento prematuro. Análisis de secuenciación masiva de muestras de ADN del distintos ejemplares de tiburón blanco han demostrado que, a lo largo de su vida evolutiva, se han seleccionado positivamente distintos subconjuntos de genes relacionados con la estabilidad del genoma. La mayoría de los genes seleccionados tienen relación directa con la respuesta al daño en el ADN y la reparación del mismo. Secundariamente se ha comprobado la selección positiva de otro subconjunto de genes, relacionado con la ubiquitinación de proteínas. La ubiquitinación de proteínas está involucrada en una amplia gama de procesos, como es la degradación proteica, pero también existe una amplia evidencia de la importancia de la ubiquitinación y la desubiquitinación en el ámbito de la estabilidad del genoma.

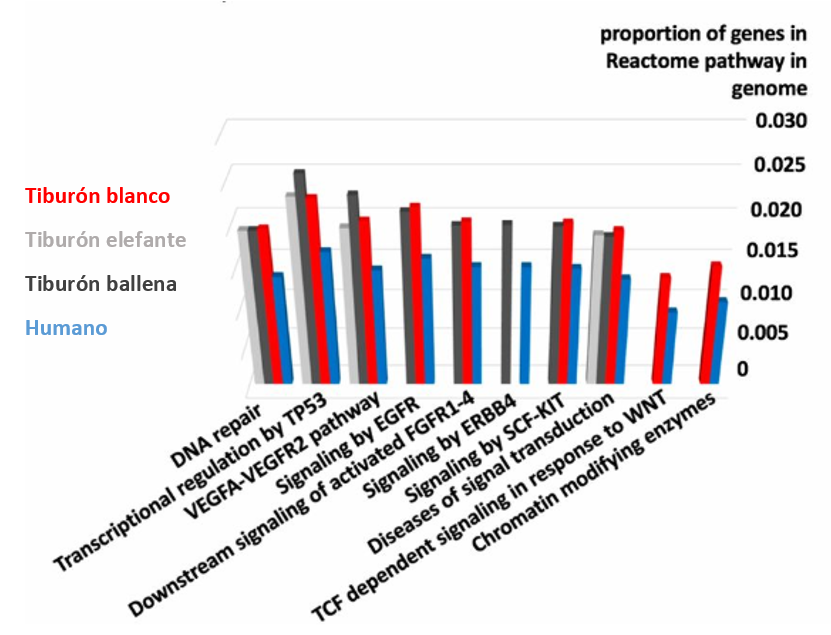

A la conservación de sus secuencias en los genes relacionados con los mecanismos de reparación, hay que sumarle que, en comparación con otros vertebrados como el ser humano, los Elasmobranquios poseen una mayor proporción de genes relacionados con la reparación del ADN, la regulación de la apoptosis y la regulación negativa de los procesos proliferativos celulares, involucrando a proteínas de la ruta de señalización wtn y Tp53, importantes en el control del ciclo celular. Este enriquecimiento de secuencias indica la compleja regulación de dichos procesos.
Merece una mención aparte el enriquecimiento y la conservación de secuencias de modificaciones histónicas, pues son exclusivas del tiburón blanco y no se han detectado hasta la fecha en ningún otro Elasmobranquio. Las Histonas desempeñan un papel fundamental en el empaquetamiento genómico. Aunque es menos conocido, participan activamente en el mantenimiento de la estabilidad genómica. Algunas modificaciones histónicas, como la fosforilación de H2AX o la acetilación de H3K56 juegan un papel fundamental en la respuesta a daños en el ADN. Las proteínas que desempeñan dichas funciones, y en consecuencia, estas modificaciones, se encuentran enriquecidas y conservadas en este organismo, favoreciendo la conservación genómica del tiburón blanco
Anecdóticamente se han descrito medios de cultivo elaborados a partir del tejido epigonal de Elasmobranquios capaces de desarrollar una actividad citotóxica frente a células tumorales de origen humano, desencadenando una muerte celular programada o apoptosis en estas células diana.
Son necesarios muchos más estudios acerca de la protección de los elasmobranquios para poder defender su baja incidencia frente a procesos tumorales, pero estos datos mencionados animan a continuar con esta línea de investigación, con el fin de desarrollar posibles terapias anticancerígenas en el futuro.

## Piel y cicatrización de heridas

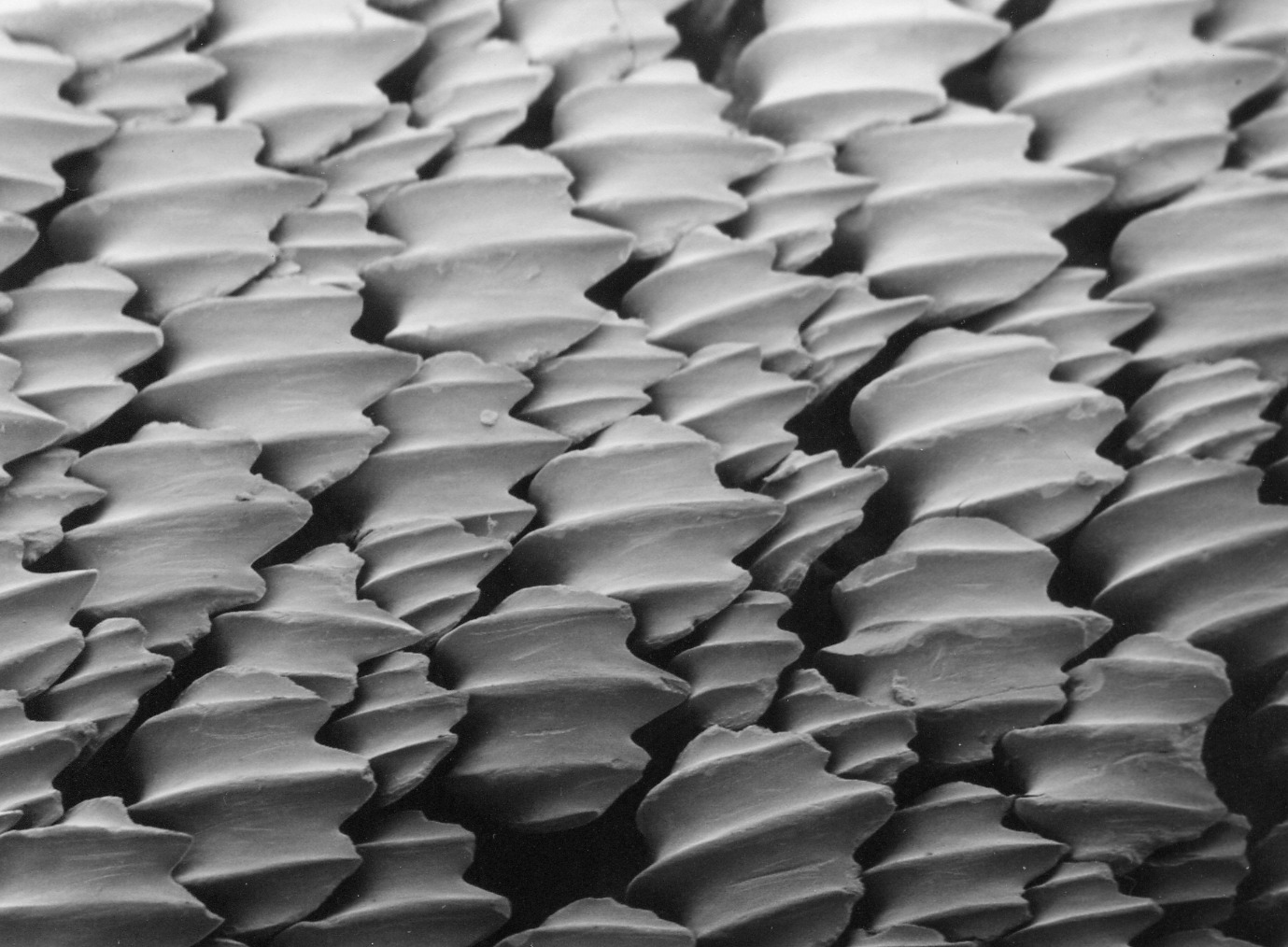
Imagen de microscopia electrónica de la piel de un Elasmobranquio

La piel de los tiburones constituye una ventaja adaptativa excepcional en el mundo marino por diversos motivos. Se trata de una piel muy dura en comparación con otros vertebrados, debido al alto grado de queratinización de esta capa. Esto les confiere una ventaja frente a la formación heridas superficiales. Además, las escamas que conforman la piel tienen una forma de diente y se disponen de manera superpuesta, de tal manera que profieren un beneficio hidrodinámico al reducir la fluidez del agua por su superficie, lo que les permite disminuir la fricción del organismo con el medio, que resulta en un menor gasto energético y una velocidad de natación mayor. La forma de estas escamas les confiere otra ventaja adaptativa: desarrollan unas nanoconformaciones de crestas y valles que provocan un gasto energético extremo para las bacterias que se depositen sobre su superficie. Este gradiente de tensión superficial es tal que muchas bacterias no logran sobrevivir en este medio por no poder hacer frente al gasto energético que conlleva, consituyendo dicho sistema un método de barrera inmunológica excepcional.
Por métodos de Secuenciación del ADN se han detectado procesos de selección positiva y enriquecimiento de genes relacionados con la cicatrización de heridas. Las secuencias de los genes FFG, EXTL-2 y y KRT18 se encuentran altamente conservadas en esta especie. El gen FFG codifica para la proteína Fibrinógeno que participa en la formación de coágulos sanguíneos. EXTL-2 codifica para la proteína exostosina-1, una glicosil-transferasa presente en la biosíntesis de heparan sulfato, componente esencial en la formación de vasos sanguíneos. KRT-18 codifica para el colágeno XVIII, una proteína de la familia de las queratinas que proporcionan de soporte mecánico frente al desarrollo de heridas además de desempeñar un papel importante en su cicatrización.
Además, se han secuenciado otras secuencias enriquecidas en relación con la formación de vasos sanguíneos. La Angiogénesis es un proceso por el cual se forman vasos sanguíneos a partir de una red vascular preexistente. Constituye un hecho fundamental para los procesos de cicatrización de heridas al suministrar oxígeno y nutrientes a las células que se encuentren en esta zona, además de retirar su sustancias de desecho. Para ello, existen una serie de factores de crecimiento emitidos por las células de ese entorno que promueven la formación de estos vasos sanguíneos, siendo las células de la pared endotelial adyacente las receptoras de estos factores, responsables de iniciar este proceso de formación. En el tiburón blanco se encuentran enriquecidas las secuencias de los factores de crecimiento endotelial vascular VEGF y su receptor VEGFR-2. También se encuentran enriquecidas secuencias que codifican para FGF (crecimiento de los fibroblastos) y EGFR, que constituye un receptor de membrana para el factor de crecimiento epidérmico EGF.

## Ataques contra seres humanos

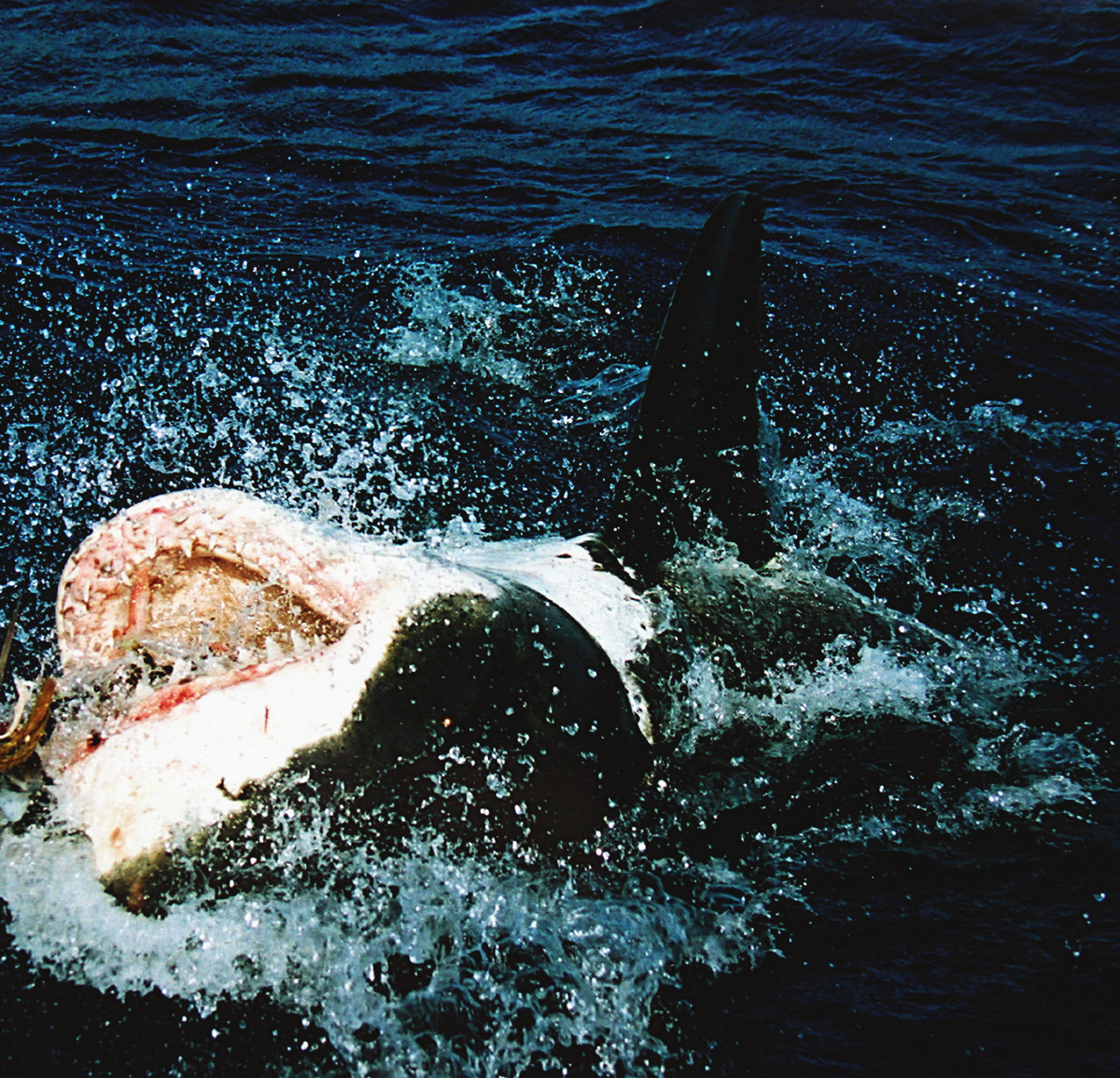
Boca del tiburón blanco.

Aunque cueste creerlo por la leyenda urbana tan intensa en contra, los ataques de tiburones contra seres humanos son bastante raros. Dentro de éstos, los del tiburón blanco se pueden considerar anecdóticos si se comparan con los del tiburón tigre (Galeocerdo cuvier) o el tiburón sarda (Carcharhinus leucas), el último de los cuales puede incluso remontar grandes ríos (Misisipi, Amazonas, Zambeze, etc.) y atacar a las personas a varios kilómetros del mar. No obstante, las muertes causadas por estas tres especies en su conjunto son inferiores a las provocadas por serpientes marinas y cocodrilos cada año, e incluso menores que los fallecimientos ocasionados por animales tan aparentemente inofensivos como abejas, avispas e hipopótamos. Se considera que es más probable morir de un ataque al corazón en alta mar que por el ataque de un tiburón.
En palabras del biólogo Douglas Long, en Estados Unidos (cuya Costa Oeste es el hogar de una importante concentración de jaquetones) «muere más gente cada año por ataques de perros que la que ha sido muerta por tiburones blancos en los últimos cien años». Para zonas donde la presencia del gran blanco no es tan abundante, los ataques alcanzan números realmente irrisorios: por ejemplo, en todo el Mediterráneo solo se han confirmado treinta y un ataques de tiburones contra seres humanos en los últimos doscientos años, en su mayoría sin resultado de muerte. Para España, la cifra es de cuatro ataques desde mediados del siglo XIX (aunque la ISAF solamente reconoce dos como suficientemente probados) sin que ninguno de ellos acabase con la vida de la víctima. En estos dos últimos casos, las cifras ni siquiera se refieren a los ataques del tiburón blanco en particular, sino al conjunto de todas las especies de tiburones. La misma organización, contabiliza un total de trescientos catorce ataques de tiburón blanco a nivel mundial, desde 1580 al presente. De acuerdo con algunos investigadores estadounidenses, la cifra de ataques de tiburones blancos a nivel global entre 1926 y 1991 sería de ciento quince, siendo California, Australia y Sudáfrica quienes registraron más. Resulta bastante ilustrativo el que en las aguas sudafricanas, infestadas de tiburones, la cifra de ataques de tiburones blancos desde 1940 sea de solo veintinueve frente a las ochenta y nueve agresiones protagonizadas por tiburones toro. En California, se contabiliza alrededor de una víctima mortal por ataque de tiburón blanco cada cinco años.
Esta escasez de ataques, sobre todo mortales, se debe a que la mayoría de los tiburones en general y los blancos en particular no consideran a los humanos como auténticas presas potenciales. De hecho, es posible que el sabor de la carne humana les sea incluso algo desagradable, y desde luego que les resulta mucho menos nutritiva y bastante más difícil de digerir que la de ballena o foca, provistas de gran cantidad de grasa. La gran mayoría de ataques del tiburón blanco consisten en un único mordisco, tras el cual el animal se retira llevándose pocas veces algún trozo de la infortunada víctima (principalmente pies y piernas). Estos ataques se pueden deber a tres posibles razones:
- El tiburón no ataca a la víctima con intención de comérsela, sino porque la considera un intruso en su actividad diaria al que interpreta como una amenaza potencial. Por ello la mordida y posterior retirada no sería más que una simple aunque desproporcionada «advertencia».
- El animal se siente confuso ante algo que nunca ha visto antes y no sabe si es comestible o no. Por tanto, el fugaz ataque es una especie de «mordisco-prueba» con el que intenta hacerse una idea de si le conviene alimentarse en el futuro de ese nuevo elemento en su mundo. El posible gusto desagradable y complicaciones digestivas posteriores impulsarán al tiburón a no cazar humanos después de esta experiencia.
- El tiburón confunde a la víctima con su comida habitual. En este caso se explicarían muchos de los ataques contra bañistas y surfistas en California, por ejemplo, ya que cuando se ven desde abajo resultan bastante parecidos a un león marino que sale a respirar aire o que se desplaza a toda velocidad cerca de la superficie del agua. Los ataques registrados contra pequeñas embarcaciones pesqueras y de recreo podrían explicarse como confusiones entre éstas y los cuerpos de cetáceos de tamaño medio o elefantes marinos muertos a la deriva.

Dada la naturaleza del ataque, la víctima humana muere en raras ocasiones durante el mismo. Cuando lo hace, la mayoría de las veces es por la pérdida masiva de sangre, que debe evitarse de inmediato. La liberación de sangre en el agua puede atraer también a otros tiburones y peces carnívoros de diversas especies que pueden verse impulsados a realizar sus propios «mordiscos de prueba», para desgracia de la víctima.
Con todo, el peligro de ataque existe siempre, por remoto que sea. Resulta interesante el hecho de que el 80 % de las muertes causadas por tiburones blancos ocurrieran en aguas muy cálidas, casi ecuatoriales, cuando la mayoría de estos animales vive en zonas templadas. Esto se debe probablemente a que la gran mayoría de tiburones blancos son jóvenes y crías, que necesitan de las aguas templadas para su desarrollo, mientras que en las zonas más cálidas solo se adentran los individuos más grandes y viejos, que son mucho más violentos y peligrosos.
Se han diseñado y ensayado varios métodos para evitar las heridas por mordedura de tiburón blanco en caso de un ataque repentino, entre las que se encuentran repelentes químicos, cotas de malla metálicas que se superponen a los trajes de buceo y aparatos que generan un campo eléctrico en torno al buzo o surfista y desorientan a cualquier tiburón que se aproxime, ya que perturban la información que éstos reciben a través de las ampollas de Lorenzini. Sin embargo, y por muy efectivos que puedan ser estos métodos, es evidente que lo mejor a la hora de evitar ataques es no cometer imprudencias como alejarse demasiado de la costa, nadar en solitario, adentrarse al océano si tiene una herida que esta sangrando o si esta teniendo una hemorragia menstrual, nadar en las primeras y últimas horas del día, visitar zonas con gran abundancia de pinnípedos (base alimenticia de los tiburones blancos adultos) o, evidentemente, acercarse de forma deliberada a un ejemplar, sobre todo si es de
tamaño considerable.
Mientras buceaba cerca de las islas de Cabo Verde, el oceanógrafo Jacques-Yves Cousteau y un compañero suyo se encontraron por casualidad con un inmenso tiburón blanco. «[Su] reacción fue la que menos podíamos imaginarnos —escribió Cousteau—. Aterrado, el monstruo evacuó una nube de excremento y se alejó a una velocidad increíble.» Su conclusión fue: «Al reflexionar en todas las experiencias que hemos tenido con el tiburón blanco, siempre me ha llamado la atención el gran abismo que media entre lo que el público se imagina que es y lo que comprobamos que realmente es».

### Ataques a los barcos
Los tiburones blancos atacan con poca frecuencia aunque a veces incluso hunden barcos. Solo cinco de los ciento ocho ataques de tiburón no provocados autentificados reportados desde la costa del Pacífico durante el siglo XX, han sido a individuos que navegaban en kayak. En algunos casos han atacado barcos de hasta 10  metros (33 pies) de longitud. Han chocado o golpeado la gente por la borda; por lo general ataca el barco desde la popa. En un caso, en 1936, un gran tiburón atacó el barco pesquero Lucky Jim en la costa de Sudáfrica, golpeando a uno de los tripulantes en el mar.

## El tiburón blanco en la ficción
Los tiburones blancos aparecen como la encarnación del peligro en varias culturas, al igual que en películas, series animadas, series, cuentos infantiles, libros o cómics. Reciben el nombre de «devoradores de hombres» en distintas lenguas, especialmente en el área del Caribe. No obstante, la actual caracterización popular del tiburón blanco como el asesino del mar por excelencia no existiría (o no estaría tan extendida) de no ser por el éxito comercial de la película Tiburón en 1975. La película está basada en la novela homónima (1974) del escritor estadounidense Peter Benchley, que se inspira vagamente en un suceso histórico: la muerte de cuatro personas y la mutilación de otra causadas durante la ola de ataques de tiburón de Nueva Jersey de 1916. Sin embargo, hoy en día se considera más probable que los responsables de tales ataques fuesen varios tiburones y no obra de un particular asesino en serie. Tampoco parece claro que el tiburón (o tiburones) fuese blanco, señalándose como posibles responsables las especies Carcharhinus plumbeus y Carcharhinus leucas. Esta película generó gran psicosis sobre el tiburón blanco.
La película añadió algunas referencias en boca del capitán Quint al desastre del USS Indianapolis, un barco que se hundió en 1945 en el Pacífico tras recibir el impacto de un torpedo japonés, y cuyos supervivientes permanecieron en el agua durante cinco días mientras eran diezmados por el calor, la falta de agua y los ataques de los tiburones, que en este caso tampoco se identificaron como tiburones blancos, sino como ejemplares de Carcharhinus longimanus.
La novela y luego la película establecieron una serie de clichés que desde entonces se han repetido en el cine de «monstruos asesinos», tanto terrestres como acuáticos, y que en muchos de los casos no se corresponden con las características reales de la principal especie afectada, el tiburón blanco. Esto ha contribuido a arraigar una serie de estereotipos y falsas creencias en torno a esta especie, hasta el punto de que Benchley, autor de la novela, ha afirmado que nunca la hubiese escrito de saber cómo eran realmente los hábitos de los tiburones blancos.
Tiburón fue un sonoro éxito comercial, siendo la primera película en superar los cien millones de dólares de recaudación y desbancando a El Padrino (The Godfather 1972) como película más taquillera de la Historia. El título no le fue arrebatado hasta el estreno de Star Wars (1977) y su impacto sobre la audiencia fue tan grande que aumentaron los casos de acuafobia y miedo a los tiburones en todo el mundo. Incluso descendió el nivel de afluencia turística a las playas durante una buena temporada. Por otra parte, varias personas comenzaron a pescar tiburones blancos de forma masiva, deseosas de emular a Martin Brody y el capitán Quint, lo que ocasionó un descenso considerable de las poblaciones de este animal. El mito de Tiburón se perpetuó en los medios de comunicación, y su influencia se puede ver en series de televisión, cómics e incluso videojuegos como Tomb Raider o Jaws:Unleashed. Muchas otras películas repitieron la fórmula que llevó al éxito a su predecesora, entre las que se cuentan las siguientes:
- Tiburón 2 (Jaws 2, 1978): un nuevo tiburón blanco enorme vuelve a vérselas con Martin Brody en su pueblo natal.
- El último tiburón (1981): sonoro plagio italiano de Tiburón, con una historia prácticamente idéntica a ésta. Llegó a distribuirse en España bajo el falso título de Tiburón 3.
- Tiburón 3 (titulada también Jaws 3-D, El Gran Tiburón, Tiburón 3-D): primera en hacer uso de la tecnología 3-D, reproduce el ataque de una gigantesca madre tiburón a un complejo acuático de Florida donde ha sido recluida su cría (una situación que nunca se daría en la realidad). El protagonista es el hijo mayor de Brody.
- Tiburón, la venganza (Jaws: The Revenge, 1987): tras la negativa de Roy Scheider a volver a interpretar el personaje de Martin Brody (ya lo hizo en Tiburón 2 a regañadientes y obligado por contrato), este fue «asesinado» con un ataque al corazón y el papel protagonista recayó sobre su viuda, a la que volvía a hostigar un tiburón blanco.
- Shark Attack (1999): producción televisiva que recrea una serie de ataques en una aldea africana.
- Shark Attack 2 (2001): secuela de Shark Attack.
- 12 Days Of Terror (2004): narra los doce días durante los cuales la gente a lo largo de la costa de Nueva Jersey estuvo bajo los continuos ataques de un tiburón blanco.

Las recientes películas de animación Buscando a Nemo (Finding Nemo, 2003) y El espantatiburones (Shark Tale, 2004) incluyen personajes cómicos encarnados por tiburones blancos. En la primera, el tiburón Bruce (clara referencia al tiburón mecánico de Jaws) es vegetariano y asiste a una especie de reuniones para ex-carnívoros donde trata de deshacerse de su adicción a la ingesta de animales, pero sufre una recaída al sentir el olor de sangre en el agua. En la segunda, los tiburones son una especie de mafiosos de los océanos dirigidos por su peculiar Padrino blanco, Don Lino, a los que se enfrenta el pez protagonista, Óscar. A este le ayuda a su vez el tiburón Lenny, hijo de Don Lino y también vegetariano.
Aunque obviamente basadas en Tiburón, se han hecho otras películas con trama similar pero reemplazando al tiburón blanco con otras especies de tiburones (tiburones tigre, tiburones toro o marrajos, como por ejemplo en la película Deep Blue Sea) u otros animales marinos (orcas, barracudas, etc.) o fluviales (pirañas o cocodrilos) para atraer al público.